# Hoštice (Mochtín)
Hoštice jsou malá vesnice, část obce Mochtín v okrese Klatovy v Plzeňském kraji. Nachází se 1,5 kilometru severovýchodně od Mochtína. Je zde evidováno 22 adres. V roce 2011 zde trvale žilo 42 obyvatel.
Hoštice leží v katastrálním území Hoštice u Mochtína o rozloze 3,92 km². V tomto katastrálním území leží i Hoštičky.

## Historie
První písemná zmínka o vesnici pochází z roku 1331.

## Obyvatelstvo
| Rok            | 1869 | 1880 | 1890 | 1900 | 1910 | 1921 | 1930 | 1950 | 1961 | 1970 | 1980 | 1991 | 2001 | 2011 | 2021 |
| -------------- | ---- | ---- | ---- | ---- | ---- | ---- | ---- | ---- | ---- | ---- | ---- | ---- | ---- | ---- | ---- |
| Počet obyvatel | 132  | 129  | 131  | 123  | 124  | 129  | 129  | 81   | 80   | 56   | 56   | 45   | 44   | 42   | 60   |
| Počet domů     | 20   | 21   | 24   | 24   | 25   | 24   | 23   | 24   | 44   | 20   | 16   | 19   | 18   | 18   | 25   |

## Obecní správa
Při sčítání lidu v letech 1900–1975 Hoštice byly samostatnou obcí v okrese Klatovy. Od 1. července 1975 jsou částí obce Mochtín v okrese Klatovy. V letech 1900–1920 k obci patřily Velké Hoštice a v letech 1900–1975 také Hoštičky.
Velké Hoštice:
Při sčítání lidu v letech 1850–1899 Velké Hoštice byly osadou obce Kydliny v okrese Klatovy. V letech 1900–1920 byly osadou obce Hoštice v okrese Klatovy.

## Galerie

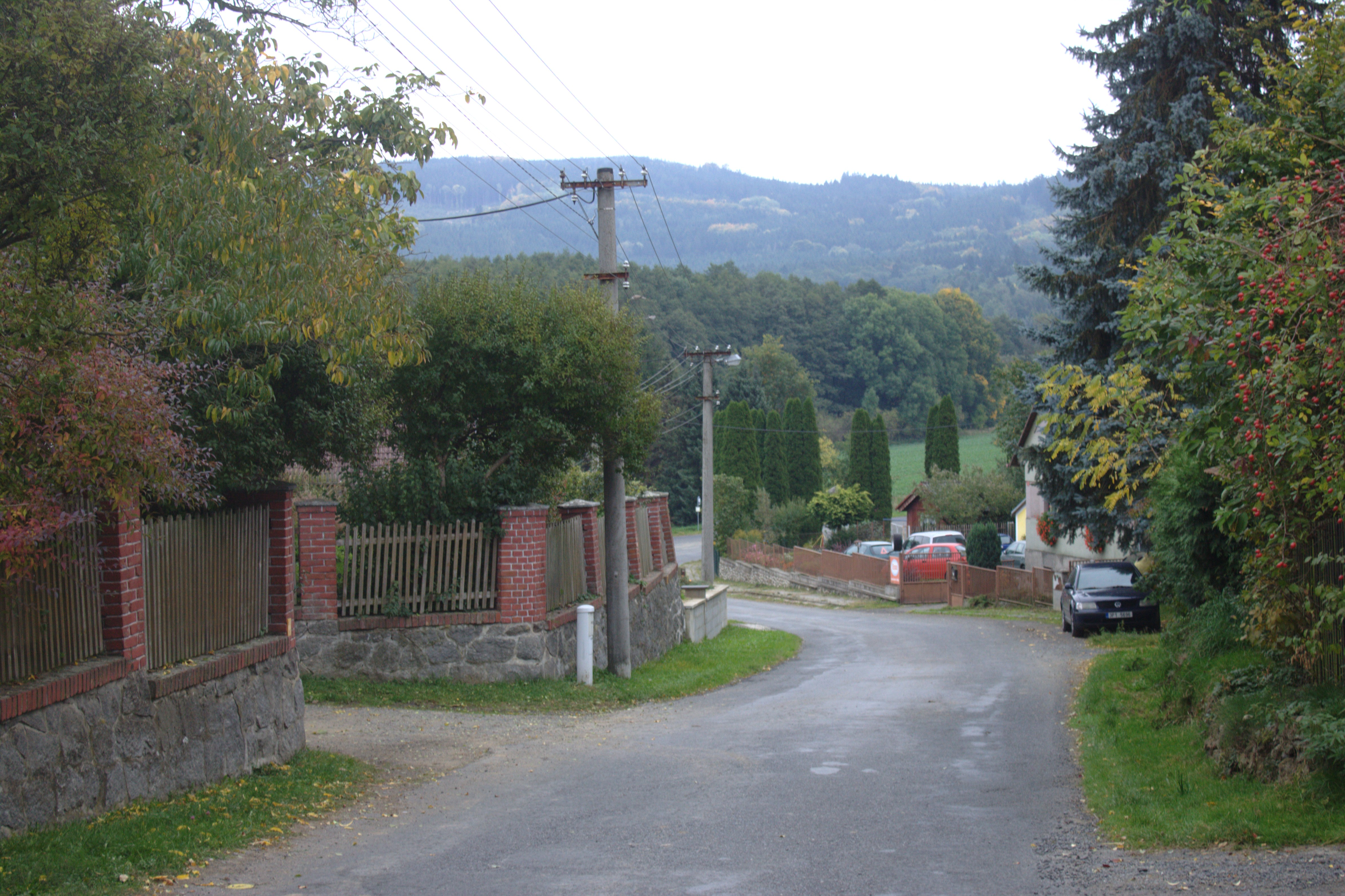
Silnice
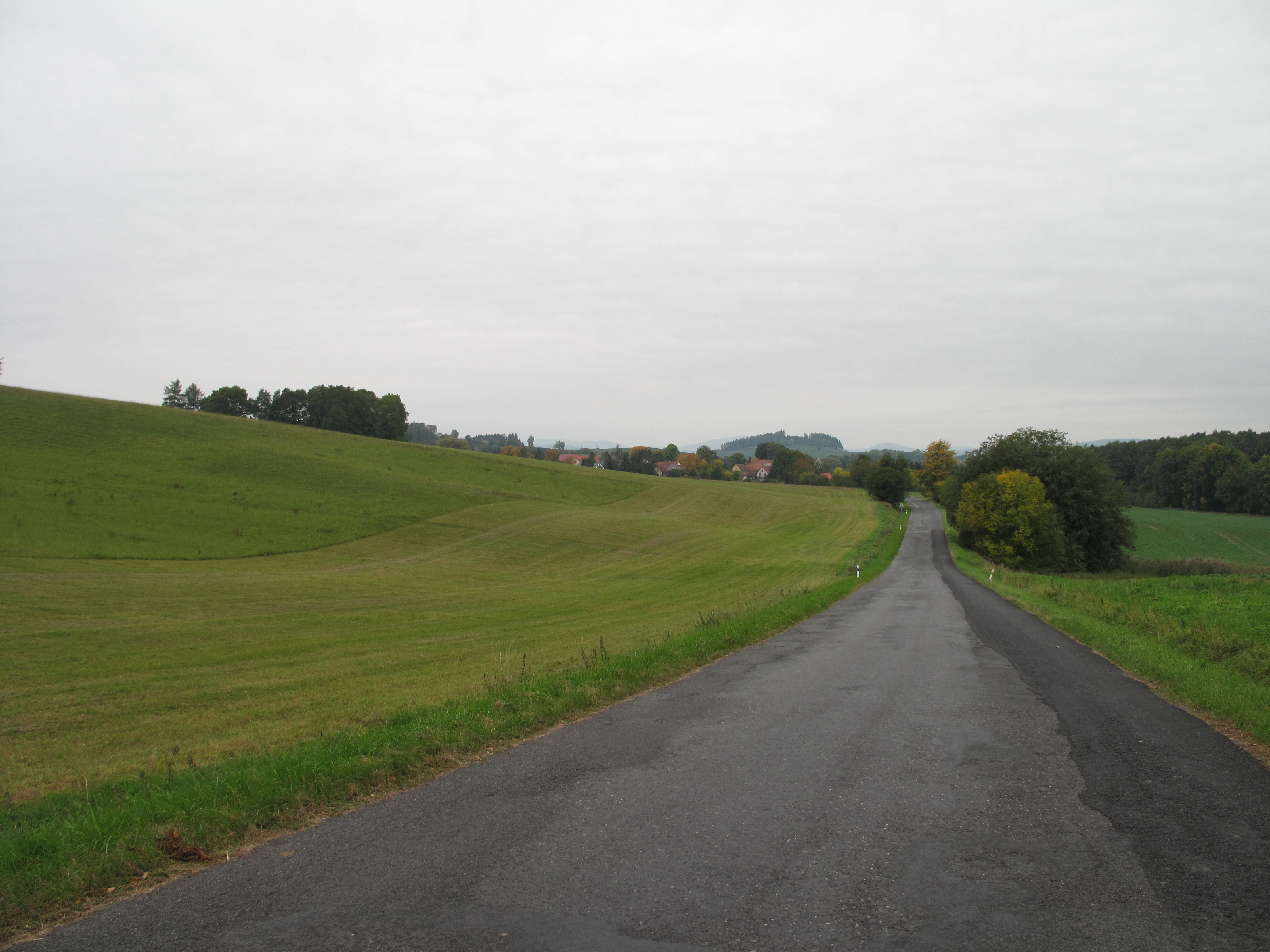
Polní cesta
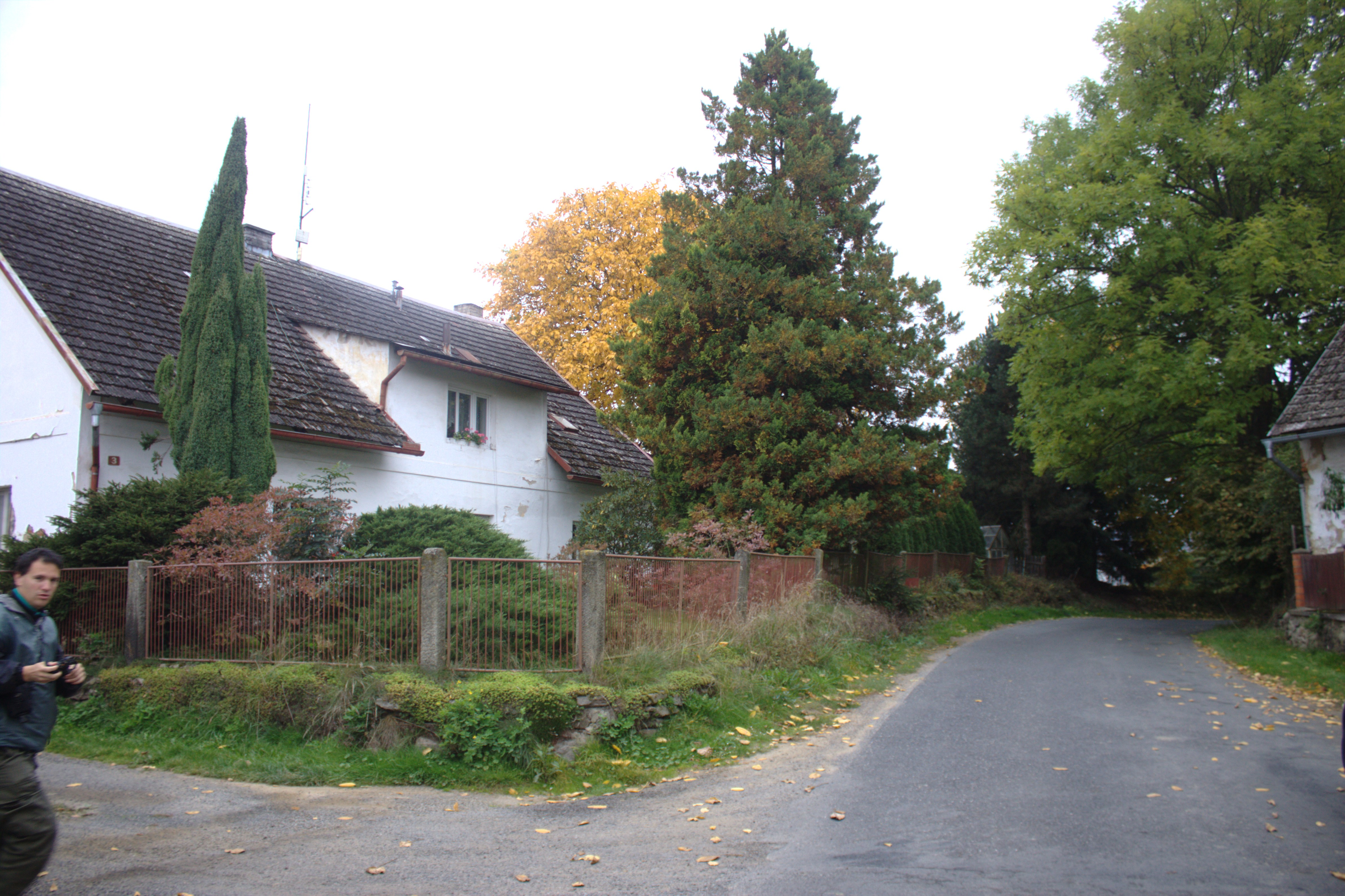
Domy